# Великий протичовновий корабель

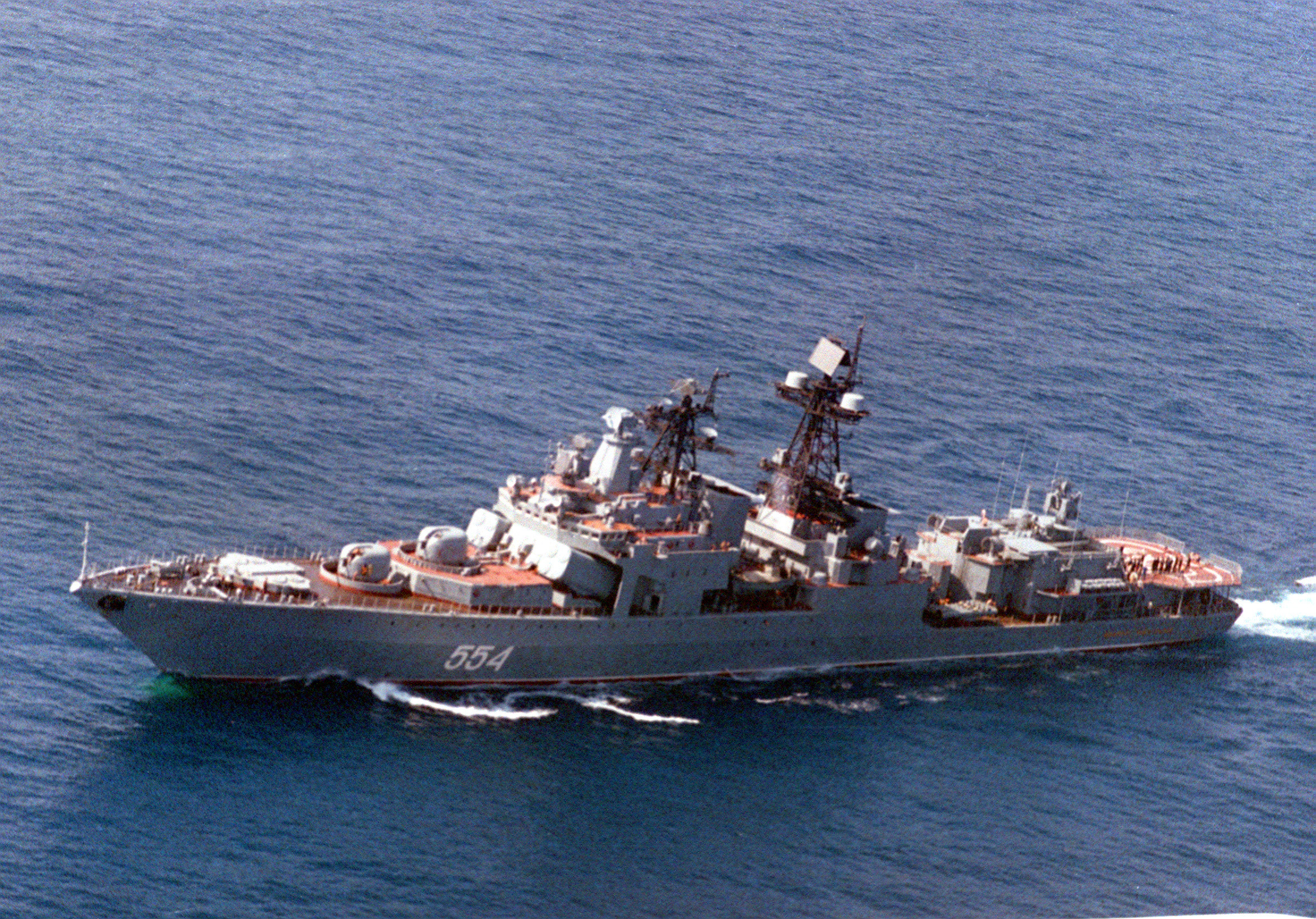
ВПК проекту 1155 «Адмірал Виноградов»

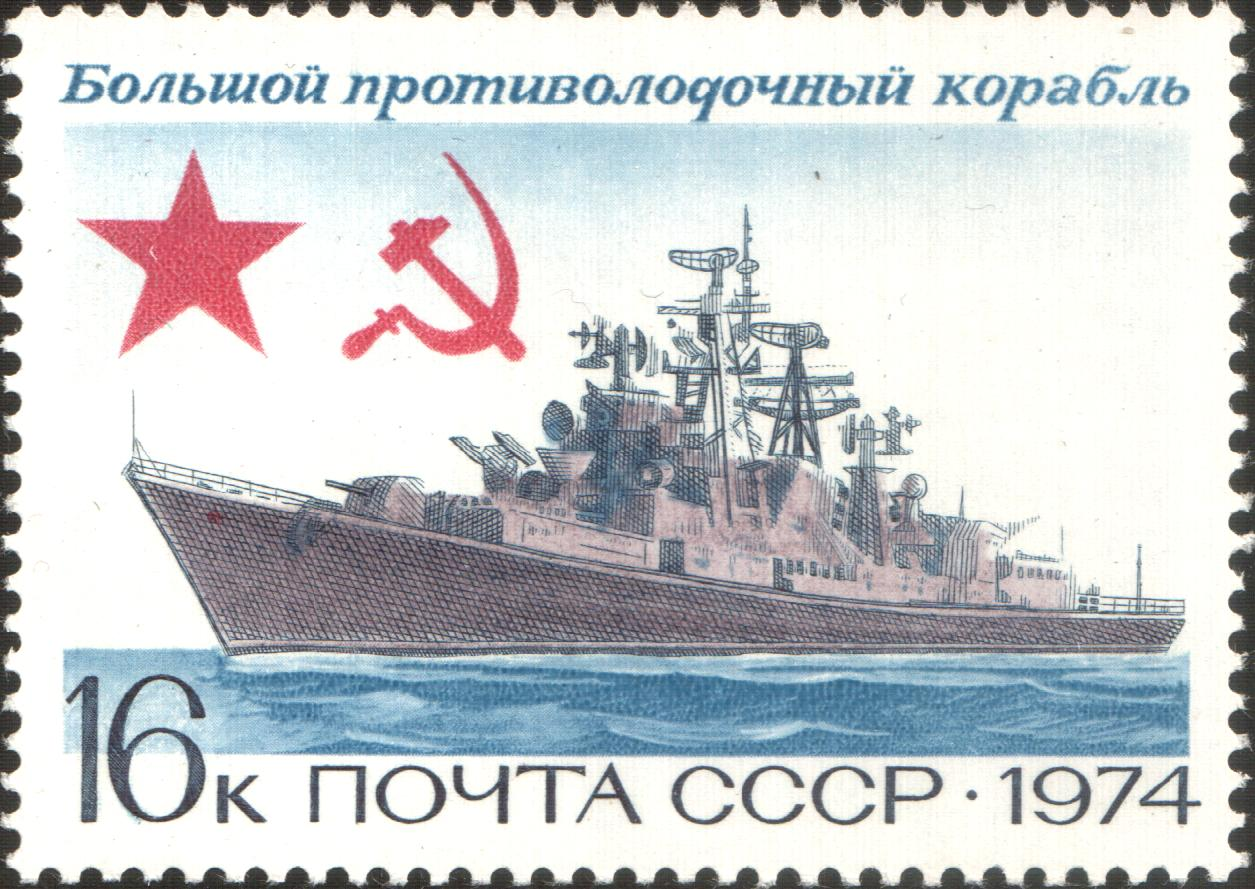
Поштова марка СРСР (1974)

Великий протичовновий корабель (ВПК) — клас кораблів радянського і російського військово-морських флотів, введений 19 травня 1966 року. У відповідності до назви кораблі класу призначені насамперед для боротьби з підводними човнами ймовірного противника в океанській зоні. У військово-морських силах інших країн класу великих протичовнових кораблів не існувало, радянські ВПК 1-го рангу класифікувалися західними довідниками як крейсери (наприклад, ВПК «Керч») або есмінці (наприклад, ВПК «Адмірал Пантелєєв»), а ВПК 2-го рангу іменувалися фрегатами.
У СРСР до класу БПК відносили бойові кораблі спеціальної будівництва проектів 61, 1134А, 1134Б, 1155, 1155.1 а також переобладнані з інших класів кораблі проектів 56-ПЧО і 57-А. На 2014 рік у складі ВМФ Російської Федерації продовжують нести бойову службу 9 великих протичовнових кораблів (типів 1155(8) і 1155.1(1)).